# Șîrmivka, Pohrebîșce
Șîrmivka (în ucraineană Ширмівка) este localitatea de reședință a comunei Șîrmivka din raionul Pohrebîșce, regiunea Vinnița, Ucraina.

## Demografie
Componența lingvistică a localității Șîrmivka
     Ucraineană (99,02%)
     Alte limbi (0,97%)
Conform recensământului din 2001, majoritatea populației localității Șîrmivka era vorbitoare de ucraineană (99,02%), existând în minoritate și vorbitori de alte limbi.